# 하룬 알라시드
하룬 알라시드(763년~809년, 재위 786년~809년, 아랍어: هارون الرشيد 하룬 알 라쉬드[*])는 아바스 왕조의 제5대 칼리프이다. 제3대 칼리프인 알마흐디의 아들로, 형 알하디의 급사 후 즉위했고, 『천일야화(千一夜話)』의 주인공으로 유명하다. 791년부터 동로마 제국과 교전하면서 792년부터는 각지의 반란에 대처하였다. 그의 치세는 아바스 왕조의 전성기로서, 그는 학예를 보호하고, 학자·시인을 궁중으로 모아들였기 때문에 사라센 문화의 황금시대를 이루었다. 그러나 말년이 되자 국내 도처에 반란이 일어나자 그는 정벌군을 이끌고 친정을 가던 도중 이란 동부에서 병사했다.

## 같이 보기
- 마수디

## 참고 자료
- 이 문서에는 다음커뮤니케이션(현 카카오)에서 GFDL 또는 CC-SA 라이선스로 배포한 글로벌 세계대백과사전의 내용을 기초로 작성된 글이 포함되어 있습니다.